# Banc Agrícol i Comercial d'Andorra
El Banc Agrícol i Comercial d'Andorra, conocido como Banc Agrícol, fue una entidad bancaria de Andorra fundada en el año 1930.
Manuel Cerqueda i Escaler, el primer director del Banc Agrícol, va anticipar la necesidad de crear una entidad orientada a facilitar las transacciones comerciales centradas principalmente en la agricultura y la ganadería. En aquella época el banco también gestionó las nóminas de los primeros inmigrantes que van a llegar a Andorra para trabajar en la construcció de los accesos viarios y en la compañía hidroelèctrica FHASA.
Durante el proceso de fusión entre el Banc Agrícol y Banca Reig, que comenzó en el año 2001 culminó un año más tarde, el 10 de mayo de 2002 se aprobó la modificación de la denominación social, hasta entonces Banc Agrícol i Comercial d’Andorra SA, por la de Andorra Banc Agrícol Reig SA. Desde entonces el Banc Agrícol, juntamente con Banca Reig, se ha denominado Andbank Grup Agrícol Reig.